# 昂山素姬 (電影)
《昂山素姬》是一部由洛·比桑擔任執導而拍攝製作的英語傳記電影，此電影為英國與法國合作出品，由楊紫瓊和大衛·杜里斯等擔任演出。
楊紫瓊稱這齣電影為一齣以「政治動蕩」為背景的「難以置信的愛情故事」。

## 故事概要
翁山蘇姬3歲時，其父親昂山帶領緬甸走向獨立，其後遭行刺身亡。
翁山蘇姬長大後移居英國，與一名大學教授阿里斯結婚，生活美滿。直至她的母親病危，昂山素姬才回到她的祖國緬甸。
翁山蘇姬到醫院探望母親時，遇見很多在8888民主運動中遭緬甸軍隊鎮壓而受傷的人，這事激發起她的政治抱負。她明白自己身為翁山的女兒，理應帶領緬甸人民爭取自主，並開展政治活動。
翁山蘇姬成立全國民主同盟參與選舉，並獲國會大多數議席，但軍方拒絕交出權力，反而決定要完全控制翁山蘇姬。軍方拆散翁山蘇姬的家庭，把她軟禁家中超過10年，並禁止她的丈夫和兩名兒子入境。但他們在境外爭取國際對翁山蘇姬認可，因為這樣才能保證她不會被忘記，也不會無聲無色地失蹤。
因她家人的努力，翁山蘇姬成為第一個獲選諾貝爾和平獎的亞洲女性。但她和家人依然分隔兩地，未能親身出席和平獎頒獎禮。她甚至無法看見丈夫去世前最後一面。

## 演員表
- 楊紫瓊 飾 翁山蘇姬
- 大衛·杜里斯 飾 迈克·阿里斯，翁山蘇姬之丈夫

## 評價
儘管一些觀眾表示看過之後“潸然淚下”，但多影評人對導演盧·貝松對於影片的設計提出了質疑。同時在影評網站“爛番茄”上，該片只獲得了33％的新鮮度，不過在IMDB上，該片獲得觀眾7.1顆星的評價。

## 轶事
杨紫琼因饰演昂山素姬而在2011年6月22日到达缅甸时遭驱逐出境，缅甸军政府也将她列入黑名单，禁止进入缅甸。

## 外部連結
- 互联网电影数据库（IMDb）上的资料（英文）
- 爛番茄上《昂山素姬》的資料（英文）
- Box Office Mojo上《昂山素姬》的資料（英文）